# Internet Explorer 8
Internet Explorer 8 (скорочено IE8) - восьма версія браузера, була випущена 19 березня 2009 року для Windows XP SP2 або вище, Windows Server 2003 SP2 або вище, Windows Vista і Windows Server 2008. Підтримується як 32-бітними операційними системами, так і 64-бітними. IE8 - наступник IE7, випущеного в жовтні 2006 року, і є браузером за замовчуванням для Windows 7 і Windows Server 2008 R2. Також Internet Explorer 8 є останнім браузером з лінійки IE для Windows XP і Windows Server 2003.
У цій версії була виключена підтримка деяких стандартів, підтримуваних Microsoft, таких як CSS-вирази і значно розширена підтримка DOM Level 2, в зв'язку з чим на MSDN була організована інформаційна підтримка користувачів, мігруючих з колишніх версій браузера.
Деякі з нових властивостей:
- автоматичне відновлення вкладок після збою;
- Activities — швидкі команди, доступні з контекстного меню: пошук в Live Search, пошук на карті, відправка поштою, переклад іншою мовою, додавання в онлайн-закладки і низка інших;
- Webslices (вебсервер-фрагменти) — підписка користувачів на окремі ділянки сторінок;
- «розумний адресний рядок» — при введенні адреси браузер повертає результат, заснований не лише на URL раніше відвіданого вами сайту, але і на заголовку сторінки і інших її властивостях;
- підсвічування доменного імені в адресному рядку;
- приватний режим роботи Inprivate, що дозволяє заходити на сайти, не залишаючи слідів в історії браузера;
- швидке повносторінкове масштабування (управляється натисненням клавіші ctrl і обертанням коліщатка миші);
- підтримка WAI-ARIA

У новому режимі рендерингу, ТАК званому «режимом стандартів», включеному за замовчуванням, IE8 підтримує data: URL, HTML object fallback, тег abbr, CSS generated content і display: table display type, на додаток до виправлень, внесених в процес обробки CSS і HTML. Всі ці зміни дозволяють IE8 пройти тест Acid2. Безпека, незважаючи на заяви Microsoft, як і у браузерів інших виробників, залишається на дуже низькому рівні, - всього за кілька днів до релізу німецький хакер на змаганні хакерів PWN2OWN зламав IE8 за 5 хвилин, також були зламані браузери інших виробників - Safari і Mozilla Firefox.
Згідно Microsoft, головними пріоритетами при розробці цієї версії браузера була безпека, простота використання, удосконалення RSS і CSS, підтримка Ajax.
В кінці 2012 року Google заявила про припинення підтримки IE8 на ряді своїх сайтів (таких як YouTube) на користь IE9 і новіших версій.
Наступник IE8, оглядач Internet Explorer 9 вийшов в березні 2011 року.
Починаючи з 12 січня 2016 року Microsoft більше не підтримує старі версії Internet Explorer, включаючи IE 8, 9 і 10.